# Teixit mamari dens
El teixit mamari dens, també conegut com a pits densos, és una condició dels pits on una proporció més alta dels pits està formada per teixit glandular i teixit fibrós que per teixit adipós.
Al voltant del 40-50% de les dones tenen teixit mamari dens i un dels components mèdics principals de la malaltia és que les mamografies no poden diferenciar el teixit tumoral del teixit dens circumdant. Això augmenta el risc de diagnòstic tardà de càncer de mama en dones amb teixit mamari dens. A més, les dones amb aquest teixit tenen una probabilitat més alta de desenvolupar càncer de mama en general, tot i que les raons d'això són poc enteses.

## Definició
El teixit mamari dens es defineix en funció de la quantitat de teixit glandular i fibrós en comparació amb el percentatge de teixit gras. Les classificacions actuals de mamografia divideixen la densitat de les mames en quatre categories:
- aproximadament el 10% de les dones tenen els pits gairebé totalment grassos,
- el 40% tenen petites bosses de teixit dens,
- el 40% tenen una distribució uniforme del teixit dens a tot arreu, i
- el 10% tenen un teixit extremadament dens.

Els dos últims grups són els inclosos sota la definició de pits densos. Aquestes categories es van determinar oficialment com a part del Sistema de dades i informes de mamografia de l'American College of Radiology (BI-RADS).
Quan es sotmet a una mamografia, la densitat del teixit es diferencia amb taques brillants i fosques, amb les zones fosques radiotransparents que representen teixit gras i les taques brillants radioopaques representen teixit fibroglandular combinat. Avaluar el nou creixement d'un tumor com a punt brillant és el mètode principal que utilitzen els radiòlegs per identificar el càncer en fase inicial. No obstant això, les dones amb pits densos tenen una coloració blanca general anomenada «efecte emmascarament» que impedeix la identificació de nous punts brillants al teixit.

## Història
John Wolfe va identificar per primera vegada el problema dels pits densos i de les mamografies l'any 1976, quan Wolfe va establir un nou sistema de classificació basat en la densitat dels pits de les dones i la prominència del teixit del conducte fibral. També va assenyalar que com més gran era la densitat dels pits d'una dona i com es formava el patró del teixit parenquimàtic dels pits, més gran era el risc correlatiu de desenvolupar càncer de mama, amb els exemples més densos que veien un risc 37 vegades més gran. Però els seus descobriment no van poder ser replicats per altres investigadors i, per tant, les seves afirmacions sobre la connexió entre els pits densos i un major risc de càncer van ser rebutjades per la comunitat de radiologia.
Tot i que es va acordar que l'impacte de «l'efecte emmascarament» dels pits densos en la realització de mamografies dificultava la identificació del càncer de mama en desenvolupament, no va ser fins a una publicació de 2007 de Norman Boyd que es va mostrar una rèplica del treball de Wolfe. Boyd va comparar una gran varietat de casos i controls i el risc de que les dones desenvolupin càncer amb el temps en funció de la densitat dels seus pits. Va trobar als extrems que les dones amb una alta densitat de mama desenvolupaven càncer a un ritme cinc vegades superior a les que tenien teixit mamari gairebé totalment gras. També ha estat suggerit per alguns investigadors, com Byrne et al. (1995), que la densitat de la mama és el factor de risc més gran per al desenvolupament del càncer de mama.
Boyd va suggerir un nou sistema de classificació que va anar més enllà del de Wolfe i va titular les Sis Categories de Casse (Six Class Categories, SCC) que dividien els pits en funció de la densitat percentual del teixit fibroglandular vers el teixit gras. Un tercer sistema de classificació va ser suggerit per Tabar et al. (2005) que van tenir en compte el percentatge dels tres tipus de teixit i la densitat lineal i van definir sis grups basats en els quatre percentatges alhora.

## Legislació als Estats Units d'Amèrica
La creació de la legislació relacionada amb els pits densos s'ha centrat a exigir la notificació a les dones que tenen pits densos per part del seu metge després de ser diagnosticats durant les mamografies, així com millorar la consciència general de la malaltia entre la gent. Els problemes de diagnòstic del càncer de mama per a aquestes dones afectades també s'han de formar part de la informació proporcionada i el suggeriment de proves addicionals amb mètodes alternatius. La majoria de la legislació també preveu que les mamografies preses es donin al metge del pacient i s'incorporin a la seva història clínica.
La primera legislació estatal estatunidenca sobre notificacions de mama densa es va aprovar l'any 2009 a Connecticut després de la defensa de la supervivent de càncer de mama Nancy Cappello, que havia estat diagnosticada amb càncer en estadi 3 a causa de la fallada de les mamografies per detectar el tumor en creixement.
Una llei federal titulada Llei d'estàndards i qualitat de la mamografia (Mammography Quality and Standards Act, MQSA) ja cobreix i regula com es gestionen els informes de mamografia i requereix l'enviament d'identificació de mama densa als metges. Però la llei no incloïa la notificació al pacient i les lleis estatals han intentat tenir en compte aquest buit en la regulació des del 2009. Un projecte de llei federal per ampliar la MQSA es va presentar al Congrés l'octubre de 2011, però no es va aprovar. El febrer de 2019 es van signar lleis federals posteriors i van donar lloc a que la FDA actualitzés la MQSA per exigir la notificació de les mamografies als pacients per part de totes les instal·lacions de mamografia. La investigació de Kressin et al. (2021) sobre l'impacte de les lleis estatals i federals sobre els pits densos, va trobar que les lleis de notificació augmentaven la probabilitat que les dones fossin informades sobre els pits densos en 1,5 vegades, però les dones que eren persones de color i en particular aquelles amb ingressos més baixos eren menys propenses a ser informades pels seus metges que les dones blanques que estaven en grups d'ingressos més rics. Això incloïa ser informada del major risc de desenvolupar càncer de mama.
Els arguments en contra d'aquesta legislació per part d'alguns proveïdors mèdics i metges han estat la preocupació que la notificació d'aquests riscos comportaria que les dones evitessin les mamografies per por de rebre un diagnòstic de càncer de mama. Yeh et al. (2015) van trobar que notificar a les dones va donar lloc a un augment general de la intenció de les persones informades de fer-se proves d'ultrasons i altres proves en el futur per tenir en compte el risc potencial més elevat de desenvolupar càncer de mama. Tanmateix, els autors van assenyalar que les dones amb un alt nivell d'aversió a l'ambigüitat tenien menys probabilitats de desitjar fer-se mamografies en el futur i això era especialment cert per a les dones on les proves d'ultrasons no estaven cobertes per la seva assegurança mèdica.